# Grote of Mariakerk (Meppel)
De gotische Grote of Mariakerk aan de Grote Markt in de Nederlandse plaats Meppel dateert uit de 15e eeuw.

## Geschiedenis
Oorspronkelijk gingen de inwoners van Meppel naar de kerk in Kolderveen. In 1422 werd toestemming verkregen om een eigen kerk in Meppel te mogen stichten. De toren en de zuidelijke beuk van de kerk zijn in deze periode gebouwd. In 1459 werd de aan Maria gewijde kerk ingewijd door de bisschop van Utrecht. De noordelijke beuk dateert uit een iets latere periode (1516/1518). In 1549, 1718 en in 1827 is de toren hersteld. De koepel op de toren werd in dat laatste jaar aangebracht als vervanging van de torenspits. Het carillon werd in 1949 geplaatst. 
In de jaren 1779/1780 werd het koor vervangen en werden beide beuken uitgebreid. In de periode 1959-1963 werd de kerk ingrijpend gerestaureerd. Het gebouw is eind 2023 verkocht door de Protestantse Gemeente Meppel. Het wordt gebruikt als evenementenlocatie.

## Interieur
De barokke preekstoel dateert uit 1696. De dooptuin met koperen doopboog werd in 1782 vervaardigd. Het orgel werd in de jaren 1712 tot 1716 gebouwd door Jan Harmensz. Camp. De door Schnitger aangebrachte wijzigingen in 1722 zijn later weer deels ongedaan gemaakt.

## Bijzonderheden
- Tijdens de Tachtigjarige Oorlog werden er in de jaren 1623–1627 soldaten in de kerk gelegerd.
- Turfschippers uit Meppel gebruikten de ruimte in de kerk om hun zeilen te drogen. Dit tot ongenoegen van de predikanten omdat de zeilen de kerkgangers het zicht op de kansel ontnamen.
- Het onofficiële Meppeler volkslied heet de 'Ode aan de Meppeler Toren'
- Volgens een oud volksverhaal zweefde er op een warme zomeravond een wolk muggen rond de toren van de Grote kerk. De Meppelers dachten dat er een brand was en hebben sindsdien de bijnaam Meppeler muggen. Naast de kerk staat het beeld Meppeler Muggen.